# Aquaelicium elegantulum
Aquaelicium elegantulum – gatunek pluskwiaka z rodziny Derbidae i podrodziny Cenchreinae. Jest endemitem Wysp Wewnętrznych archipelagu Seszeli.

## Taksonomia
Gatunek ten opisany został w 1917 roku przez Williama Lucasa Distanta na łamach „Transactions of the Linnean Society of London”. Jako lokalizację typową wskazano wyspę w archipelagu Seszeli. W 2009 roku poddany został redeskrypcji przez Holgera Löckera, Birgit Löcker i Wernera E. Holzingera na łamach „Zootaxa”.

## Morfologia
Samce osiągają od 4 do 4,2 mm, a samice od 3,1 do 4,2 mm długości ciała. Ubarwienie wierzchu ciała jest ciemnobrązowe z rudym odcieniem, żółtawym nadustkiem i żółtawą przepaską podłużną, biegnącą przez środek ciemienia, przedplecza i śródplecza. Oczy złożone są ciemnobrązowe, nie zaś czarniawe jak u innych przedstawicieli rodzaju. Głowa ma pozbawiony żeberek przedustek, pozbawiony żeberka środkowego oraz wyposażony w niepełne żeberka boczne zaustek, liniowate czoło z gładkimi i równoległymi żeberkami bocznymi, a także u podstawy płytko, v-kształtnie wcięte ciemię z żeberkiem środkowym i gładkimi żeberkami bocznymi. Śródplecze ma trzy podłużne żeberka. Ciemnobrązowe z ochrowym nakrapianiem przednie skrzydła są od 3,4 do 3,9 raza dłuższe niż u szczytu międzykrywek szerokie, za międzykrywkami wyraźnie rozszerzone. Skrzydło tylne jest dłuższe niż połowa przedniego. Odnóża są żółtawe. Genitalia samca cechują się edeagusem o smukłym trzonie i bardzo długim i cienki wyrostku „e” oraz rurką analną z dwoma małymi wyrostkami wierzchołkowymi skierowanymi doogonowo.

## Ekologia i występowanie
Owad ten zasiedla lasy palmowe i mieszane na rzędnych od 250 do 800 m.p.m. Obserwowany był na Deckenia nobilis, pandanach, Phoenicophorium, Nephrosperma vanhoutteanum, Roscheria melanochaetes i Verschaffeltia splendida.
Gatunek ten występuje w krainie madagaskarskiej. Jest endemitem Wysp Wewnętrznych archipelagu Seszeli. Znany jest z wysp Mahé i Praslin.